# Зец
Зец (лат. Lepus) је род ситних сисара из истоимене породице (Leporidae), у оквиру реда паглодара (Lagomorpha). Род зечева се од кунића разликује начином живота (зечеви не копају јазбине) и на свет доносе младе скоро потпуно способне за самостални живот (прекоцијални младунци).
Зечеви су биљоједи, и живе усамљено или у пару. Гнезде се у благим удубљењима званим форме, а њихови млади су у стању да се сами сналазе убрзо након рођења. Род укључује највеће лагоморфе. Већина њих су брзи тркачи са дугим, моћним задњим ногама и великим ушима за одвођење телесне топлоте. Зечије врсте су пореклом из Африке, Евроазије и Северне Америке. Зец млађи од годину дана назива се „леверет”. 
Чланови рода Lepus сматрају се правим зечевима, што их разликује од зечева који чине остатак породице Leporidae. Међутим, постоји пет врста лепорида са речју „зец“ у уобичајеним називима који се не сматрају правим зечевима: чекињасти кунић (Caprolagus hispidus) и четири врсте познате као црвенокамени зечеви (који обухватају Pronolagus). Насупрот томе, неколико Lepus врста се називају „џеккунићи“, али се класификују као зечеви, а не кунићи. Кућни љубимац познат као белгијски зец је припитомљени европски кунић који је селективно узгајан да личи на зеца.

## Биологија
Зечеви су брзе животиње и могу трчати до 80 km/h (50 mph) на кратке удаљености. На већим удаљеностима, европски зец (Lepus europaeus) може трчати до 55 km/h (35 mph). Пет врста зечева који се налазе у централној и западној Северној Америци могу да трче брзином од 65 km/h (40 mph) на дужим раздаљинама и могу да скачу и до 3 m (10 ft) истовремено.
Уобичајено стидљива животиња, европски смеђи зец мења своје понашање у пролеће, када се током дана може видети како јури друге зечеве. Чини се да је ово такмичење између мужјака да постигну доминацију у размножавању. Током ове пролећне помаме, животиње оба пола могу се видети да се „боксују“, како један зец удара шапама другог. Ово понашање доводи до идиома „луд као мартовски зец“. Ово је присутно не само у надметању међу мужјацима, већ и међу женкама према мужјацима како би се спречила копулација.

### Разлике од кунића
Већина кунића живи под земљом у јазбинама или јамама, док зечеви живе у једноставним гнездима изнад земље и обично не живе у групама. Зечеви не носе своје младе испод земље у јазбинама као други лепориди, већ у плиткој удубини или спљоштеном гнезду траве званом форма. Млади зечеви су прилагођени недостатку физичке заштите, у односу на ону коју пружа јазбина, тако што се рађају потпуно крзнени и отворених очију. Они су стога прекосијални, тако да су у стању да се сами брину за себе убрзо након рођења. Насупрот томе, кунићи су алтрични, имају младе који се рађају слепи и без длаке.

## Систематика рода
Род Lepus обухвата девет подродова, са око 30 врста.
Род зец (Lepus):
| - Подрод Macrotolagus - Зец антилопа (Lepus alleni) - Подрод Poecilolagus - Амерички зец (Lepus americanus) - Подрод Lepus - Поларни зец (Lepus arcticus) - Аљаскански зец (Lepus othus) - Бели зец или планински зец (Lepus timidus) - Подрод Proeulagus - Црнорепи зец или амерички пустињски зец, велики кунић (Lepus californicus) - Белобоки зец или мексички зец (Lepus callotis) - Капски зец (Lepus capensis) - Тевантепечки зец (Lepus flavigularis) - Еспиритусантоански зец или острвски зец, црни зец, црносмеђи зец (Lepus insularis) - Савански зец (Lepus saxatilis) - Пустињски зец (Lepus tibetanus) - Зец толај (Lepus tolai) - Подрод Sinolagus - Кинески зец (Lepus sinensis) - Подрод Tarimolagus - Јаркандски зец (Lepus yarkandensis) | - Подрод Eulagos - Кантабријски зец (Lepus castroviejoi) - Јунански зец (Lepus comus) - Корејски зец (Lepus coreanus) - Италијански зец или корзикански зец (Lepus corsicanus) - Европски зец или обични зец, дивљи зец (Lepus europaeus) - Иберијски зец (Lepus granatensis) - Манџурски зец (Lepus mandschuricus) - Тибетански вунасти зец или тибетански зец (Lepus oiostolus) - Етиопски горски зец (Lepus starcki) - Белорепи зец (Lepus townsendii) - Подрод Sabanalagus - Етиопски зец (Lepus fagani) - Афрички савански зец (Lepus microtis) - Подрод Indolagus - Хајнански зец (Lepus hainanus) - Индијски зец (Lepus nigricollis) - Бурмански зец (Lepus peguensis) - Подрод Incertae sedis - Јапански зец (Lepus brachyurus) - Абисинијски зец (Lepus habessinicus) |

## Храна

### Месо
Зечеви и кунићи су бројни у многим областима, прилагођавају се најразличитијим условима и брзо се размножавају, тако да је лов често мање регулисан него за друге врсте дивљачи. У руралним областима Северне Америке, а посебно у пионирска времена, они су били уобичајен извор меса. Због свог изузетно ниског садржаја масти, лош су избор као храна за преживљавање.
Зечеви се могу припремити на исти начин као и кунићи - обично печени или искомадани за панирање и пржење.
Hasenpfeffer (такође се пише Hasenfeffer) је традиционални немачки гулаш направљен од маринираног кунића или зеца. Pfeffer овде не значи само очигледно зачињавање бибером и другим зачинима, већ значи и јело у коме се крв животиње користи као средство за згушњавање соса. Вино или сирће су такође истакнути састојак, који дају киселост јелу.
Lagos stifado (Λαγός στιφάδο) — чорба од зеца са бисерним луком, сирћетом, црвеним вином и циметом — је веома цењено јело које се сервира у Грчкој и на Кипру и заједницама у дијаспори, посебно у Аустралији, где се зец лови као штеточина.
Зец (а у новије време и кунић) је главни производ малтешке кухиње. Јело је представљено острвским велемајсторима Сувереног војног Малтешког реда, као и ренесансним инквизиторима који живе на острву, од којих су неки касније постали папе.
Према јеврејској традицији, зец је међу сисарима за које се сматра да нису кошер, па га стога Јевреји који поштују обичаје не једу. Муслимани сматрају да је месо (кунића, пика, дамана) халал, а у Египту су зец и кунић популарно месо за мулухију (супу од лишћа јуте), посебно у Каиру.

### Крв
Крв свеже убијеног зеца може се сакупљати за конзумацију у чорби или касеролу у процесу кувања познатом као динстање. Прво се из зечјег трупа уклања изнутрица пре него што се окачи у остави за задње ноге, због чега се крв накупља у грудној шупљини. Један начин очувања крви након исцеђивања из зеца (пошто зец обично виси недељу дана или више) је да се помеша са црвеним винским сирћетом да би се спречила коагулација, а затим да се чува у замрзивачу
Динстани зец, познат као civet de lièvre у Француској, је цео зец, исечен на комаде, мариниран и куван са црвеним вином и бобицама клеке у високом бокалу који стоји у посуди са водом. Традиционално се служи са зечјом крвљу (или се крв додаје одмах на крају процеса кувања) и порто вином.
Динстани зец је описан у утицајном енглеском кувару из 18. века, Уметност кувања, Хане Глас, са рецептом под називом „Динстани зец“, који почиње: „Исеците га на мале комаде, премажите их и лојем ту и тамо...“ Рецепт даље описује кување комада зеца у води у посуди постављеној у купки са кључалом водом да се кува три сата. У 19. веку се појавио мит да је Гласов рецепт почињао речима „Прво ухвати свог зеца.“
Многи други британски кувари од пре средине 20. века имају рецепте за динстаног зеца. Мерл и Рајч имају следеће да кажу о динстаном зецу, на пример:
Најбољи део зеца, када је печен, су слабина и дебели део задње ноге; остали делови су прикладни само за динстање или сецкање. Уобичајено је да се прво зец испече, а да се део који се не поједе првог дана динста или допече. ...
енгл. . Овакав начин кувања зеца је веома пожељан када постоји сумња у његову старост, јер се од старог зеца, који би иначе био нејестив, може направити пријатно јело.
Године 2006, истраживање на узорку од 2021 особе за телевизијски канал UKTV Food открило је да је само 1,6% људи млађих од 25 година препознало зеца по имену. Седам од 10 изјавило је да би одбило да једу динстаног зеца ако би га послужили у кући пријатеља или рођака.